# Prignon
Le ruisseau du Prignon (ou ruisseau Baret) se jette dans la Torse qui se jette dans l'Arc. La Cause se jette directement dans l'Arc et pas dans la Torse
Le Prignon est un ruisseau du département des Bouches-du-Rhône, dans la région Provence-Alpes-Côte d'Azur, affluent de la  Torse, donc un sous-affluent de l'Arc.

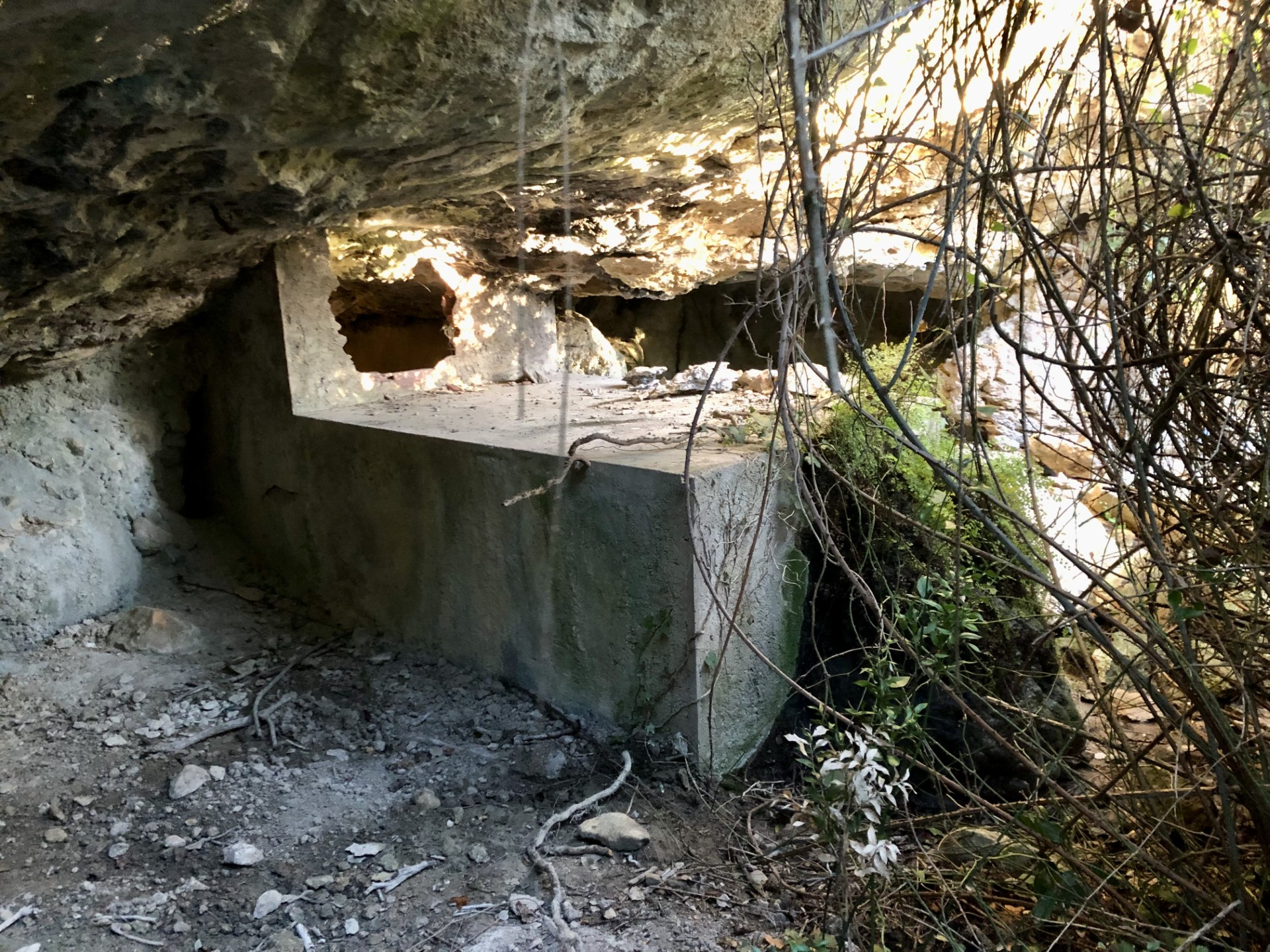
bassin de captage de la source

## Géographie
Le Prignon qui prend sa source sur la commune de Saint-Marc-Jaumegarde (Bouches-du-Rhône), au lieu-dit Collongue a la fontaine Saint Antoine, en contrebas de la route départementale 10.
Après un cheminement d'environ quatre kilomètres, il vient grossir le cours d'eau de la Cause puis de la Torse, sur la commune d'Aix-en-Provence, au quartier du Lavoir-de-Grand-Mère, à 100 mètres au nord du stade Georges-Carcassonne.